# Ахмед-паша Муфтізаде
Муфтізаде Ахмед-паша (помер у травні 1824 року) був османським державним діячем. Протягом своєї кар'єри він обіймав безліч посад губернатора провінцій та високих управлінських посад.

## Життєпис
Ахмед-паша народився в сучасній провінції Мерсін, Туреччина. Його батько був муфтієм у місті Сіліфке, тому його знали під прізвиськом Муфтізаде («син муфтія»). Він обіймав посаду мера Дам'єтти (1802), Мачина (1807—1808), Велико-Тирново (1808) та Насебара (1808—1810). Він служив османським губернатором, здебільшого на зло своєму братові, у Джидді (1802; так і не прибув на посаду через закриті дороги), Єгипті (1803; прослужив один день), Алеппо (?–1806, 1817—1818), Караман Еялет (1806–07), Діярбекір (1812), Мореї (серпень 1812—1817), Бурсі та Коджаелі (1817), Айдині (1821), Сарухані (1821 — січень 1824), Карсі (січень 1824), Дамаску (січень — травень 1824; так і не обійняв посаду).

## Губернаторство Єгипту
Яничари, які відчували себе ображеними албанськими та мамлюцькими лідерами, які фактично керували Єгиптом у 1803 році, змовилися з Ахмедом-пашею, щоб отримати контроль над губернаторством. Вони допомогли йому стати губернатором (хоча й лише на один день), поки фактична влада знову не перейшла до рук іншої сторони, Тахіра-паші.

## Смерть
Він помер у травні 1824 року дорогою до обіймання посади губернатора Дамаска.